# Котлярова Нінель Миколаївна
Нінель Миколаївна Котлярова (02 травня 1926, Одеса — 07 квітня 1993, там само) — українська художниця, живописець, мисткиня декоративно-ужиткового мистецтва. Заслужений майстер народної творчості УРСР (1979). Володарка золотої медалі Фестивалю самодіяльних мистецтв УРСР (Київ, 1972), бронзової медалі ВДНГ СРСР (Москва, 1975, 1977). Членкиня СХУ (1970-і рр.).

## Біографія
Нінель Котлярова народилася 02 травня 1926 року, жила та творчо працювала у м. Одеса. Є матір'ю чотирьох дітей, серед них — заслуженої художниці України Ольги Котлярової-Прокопенко, і бабусею заслуженої художниці України Тетяни Бродецької.
Основним жанром творчості Нінель Миколаївни Котлярової, окрім акварелі і пастелі, було прикладне мистецтво: ткацтво, вишивка, аплікація, плетіння на коклюшках, кераміка, чеканка, випалювання і різьблення по дереву, коренепластика, розпис, флористика («українська екібана»). У роботі вона використовувала фарби, нитки, корчі, гілки, пір'я, насіння тощо.
Брала активну участь в обласних, республіканських, всеукраїнських, всесоюзних і міжнародних мистецьких виставках, ставала лауреаткою фестивалів і переможницею різних конкурсів, була удостоєна багатьох почесних грамот, дипломів, премій. У 1970-х роках — членкиня Спілки Художників України.
У 1979 році присвоєне звання заслуженої майстрині народної творчості Української Радянської Соціалістичної Республіки. У 1972 році отримала золоту медаль Фестивалю самодіяльних мистецтв УРСР (м. Київ). Двічі, у 1975-у та 1977-у році, отримала бронзову медаль ВДНГ СРСР (м. Москва).
Протягом життя Нінель влаштовувала чимало персональних виставок. Серед них — в Одесі (1949, 1971–72, 1976–82), Білгороді-Дністровському (Одеська область, 1972) та Іллічівську (Одеська область, 1985), Тернополі (1975), Умані (Черкаська область, 1977), Києві (1982), Москві (1984).
Посмертні виставки — 1994, 1996, 2001, 2006, 2011.
Художниця зробила значний вклад в розвиток міста Одеса, брала участь в створенні салону образотворчого мистецтва «Людина і природа» (Будинок відпочинку «Мирний», в м. Одеса, 1976 р.).
Померла Нінель Миколаївна Котлярова 07 квітня 1993 року у м. Одеса.

## Творчість
Найвідоміші твори:
- декоративне панно — «Гніздо лелеки», «Сочі», «Осінь» (усі — 1956), «Природа» (1973), «Хліба. Хліба!» (1974), «Космос», «Дерева і птахи» (обидва — 1975), «Захід» (1980);
- акварелі — «Кодима», «Біля млина» (обидва — 1972), «Стара фортеця» (1974), «Дерева та птахи» (1975), «Казкове Середземномор'я», «Венеція» (обидва — 1978), «Друг», «Остання мить» (обидва — 1980);
- колаж «Село» (1993);
- живопис — «Вечірня Одеса» (1978), «Троянди», «Маки» (обидва — 1980-і рр.).

56 робіт Нінель Котлярової були придбані Національним музеєм народної архітектури та побуту України. Окремі роботи також знаходяться в колекціях Одеського художнього музею, Одеського історико-краєзнавчого музею, Донецького обласного художнього музею, Горлівського художнього музею, Маріупольського Центру сучасного мистецтва і культури імені А. Куінджи, Краматорського художнього музею (Донецька область), Білгород-Дністровського краєзнавчого музею, Ізмаїльської картинної галереї (Одеська область).